# Nahia Laiz
Nahia Láiz Gutiérrez es una actriz española. Ella comienza muy joven su formación actoral en Bilbao, de la mano de Ramón Barea. A los 18 años se traslada a Madrid para estudiar en el Teatro Cámara Chéjov, dirigido por Ángel Gutiérrez, pasando a formar parte de la compañía estable del mismo. Continúa sus estudios en la escuela de Jorge Eines, complementando su formación teatral con la audiovisual en cursos con directores de casting como Luis Gimeno, Sara Bilbatúa, Tonucha Vidal o el director de TV. Javier F. Luna. También ha realizado cursos de locución y doblaje. En 2009 se traslada a París para formar parte de los cursos impartidos por Jeremy James (Theatre du Soleil) y Paola Rizza (Lecq). 

En teatro ha trabajado a las órdenes de Cristina Marsillach, Laura Ortega, José Cruz y formado parte de la compañía de reconocida trayectoria “Off Madrid” donde ha protagonizado varios montajes dirigidos por Luis Maluenda. 
En televisión se la ha podido ver en “Cuéntame cómo pasó” (TVE), “Eva y Kolegas” (Neox), “¿Hay alguien ahí?” (Cuatro) y “¡Hola! ¿Qué tal?” (TVE). 

En 2011 interpretó un papel protagonista en la obra “Los Empeños de una Casa”; en 2013, participó en tres montajes en el espacio Microteatro por Dinero ("Servicio a Domicilio", "Una noche como ésta" y "Pies para qué os quiero). En 2014 vuelve a Microteatro con las obras "LUTO" y "Bienvenido Míster O". También ha sido parte de los proyectos organizados por el Nuevo Teatro Fronterizo de José Sanchis Sinisterra: "Pioneras de la Ciencia", "Habitaciones Propias", "El Ausente", dirigidas por Laura Ortega. 
En febrero de 2013 se estrenó la web serie Libres del director Álex Rodrigo, donde interpreta el personaje de Alba.

Durante 2014 graba y se estrena el cortometraje "La Propina", dirigida por Esteban Crespo ("Aquel no era Yo"). En 2015 actúa en el largometraje "Sicarivs, la Noche y el Silencio", del director Javier Muñoz, que se estrena en la 18.ª versión del Festival de Málaga.
Desde mayo de 2015 a la fecha forma parte del reparto de "Una Noche Como Aquella", obra de teatro que se presenta en la sala madrileña Nave 73 y en el Teatro Lara.

## Filmografía

### Cine
- The Same Life (2016). Cortometraje de César Roldán.
- Sicarivs, La noche y el silencio (2015). Largometraje de Javier Muñoz.
- La Propina (2014). Cortometraje de Esteban Crespo.
- Toma Única (2011). Cortometraje de Alberto del Río.
- Búnker Express (2011). Cortometraje de Alberto del Río.

### Series de televisión
- Centro Médico (2016).
- Hay alguien ahí (2010).
- Eva y Kolegas (2008).
- Cuéntame cómo pasó (2007, 2016).
- Servir y proteger (2021)

### Series de Internet
- Saga Lija: Rostro Prohibido (2011), de Alex Rodrigo.
- Libres, (2013), de Alex Rodrigo, como Alba.
- 100 Calabazas (2012).